# Burttia
Burttia is een geslacht van rechtvleugeligen uit de familie veldsprinkhanen (Acrididae). De wetenschappelijke naam van dit geslacht is voor het eerst geldig gepubliceerd in 1951 door Dirsh.

## Soorten
Het geslacht Burttia  is monotypisch en omvat slechts de volgende soort:
- Burttia sylvatica (Dirsh, 1951)